# Вальтер Отто
Вальтер Отто (нім. Walter Otto; 11 березня 1917, Ерланген — 2003, Ерланген) — німецький офіцер-підводник, капітан-лейтенант крігсмаріне.

## Біографія
3 квітня 1937 року вступив на флот. В жовтня 1939 року відряджений в авіацію. В березні-серпні 1942 року пройшов курс підводника. З серпня 1942 року — 1-й вахтовий офіцер на підводному човні U-436. В березні-квітні 1943 року пройшов курс командира човна. З 15 травня 1943 по 16 квітня 1944 року — командир U-285. В квітні 1944 року переданий в розпорядження 8-ї флотилії. З липня 1944 року — керівник попередньої підготовки в 31-й флотилії. З січня 1945 року служив в штабі 19-ї флотилії. В травні взятий в полон. В серпні 1945 року звільнений.

## Звання
- Кандидат в офіцери (3 квітня 1937)
- Морський кадет (21 вересня 1937)
- Фенріх-цур-зее (1 квітня 1938)
- Оберфенріх-цур-зее (1 липня 1939)
- Лейтенант-цур-зее (1 серпня 1939)
- Оберлейтенант-цур-зее (1 вересня 1941)
- Капітан-лейтенант (1 липня 1944)